# Jon Hudson

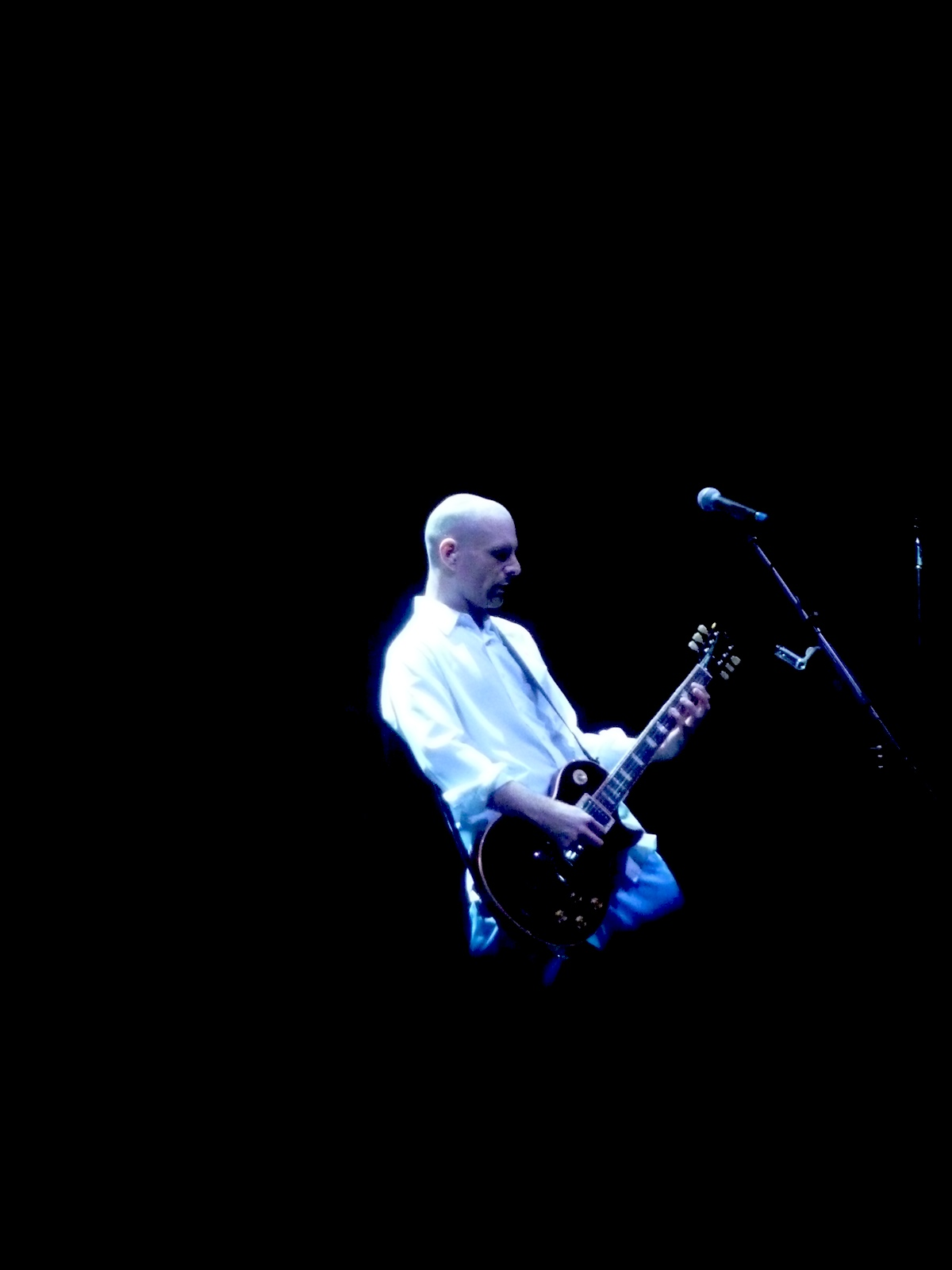
Hudson junto a Faith No More durante el tour de reunión.

John D. Hudson (13 de abril de 1968, San Francisco) es un guitarrista estadounidense de hard rock más conocido por su trabajo con Faith No More, de 1996 a su disolución en 1998, y nuevamente desde 2009, en el reencuentro de la banda. Hudson grabó con la banda en 1997 Album of the Year y en 2015 Sol Invictus (álbum). Antes de unirse a Faith No More.  
Él había sido compañero de habitación de los miembros fundadores de la banda y el bajista Billy Gould durante los primeros días de la banda. También fue miembro de Systems Collapse.